# Røddinger
Rødding eller røddingslægten (Salvelinus) er en slægt i laksefamilien. Nogle arter i slægten kaldes for "ørred". Slægten har en nordlig udbredelse og lever primært i ferskvand. Flere af arterne findes også i havet. De fleste medlemmer af slægten er typiske koldtvandsfisk.
Et af røddingens typiske kendetegn er pletterne, som er lys cremet, pink eller røde på en mørkere krop.
Flere arter i slægten er populære blandt lystfiskere, og enkelte som amerikansk søørred eller lake trout (S. namaycush) er genstand for kommercielt fiskeri og fiskeopdræt.
Dybvandsrøddinger er små arter af rødding, som lever på mere end 80 meters dybde i bestemte søer. De er meget følsomme over for forandringer af vandkvaliteten. Enkelte arter som Salvelinus neocomensis og Salvelinus profundus er nyligt uddøde.

## Artsdiversitet
Opdelingen af af slægtens arter er omdiskuteret. FishBase angav i 2015 hele 54 arter eller underarter i denne slægt.
Fjeldørred (S. alpinus) er den mest udbredte Salvelinus art. Den er udbredt i arktis og betragtes som den nordligst levende ferskvandsfisk.

### Arktis
- Salvelinus alpinus (Linnaeus, 1758) – Fjeldørred.

### Europa
Centraleuropa
- Salvelinus evasus Freyhof & Kottelat, 2005.
- Salvelinus umbla (Linnaeus, 1758) – lake char.
- †Salvelinus neocomensis Freyhof & Kottelat, 2005.
- †Salvelinus profundus (Schillinger, 1901).

Britiske Øer
Skotland og tilstødende øer:
- Salvelinus gracillimus Regan, 1909.
- Salvelinus inframundus Regan, 1909.
- Salvelinus killinensis (Günther, 1866).
- Salvelinus mallochi Regan, 1909.
- Salvelinus maxillaris Regan, 1909.
- Salvelinus struanensis (Maitland, 1881).
- Salvelinus youngeri (Friend, 1965) – golden char.

England og Wales:
- Salvelinus lonsdalii Regan, 1909.
- Salvelinus perisii (Günther, 1865).
- Salvelinus willoughbii (Günther, 1862).

Irland:
- Salvelinus colii (Günther, 1863).
- Salvelinus fimbriatus Regan, 1908.
- Salvelinus grayi (Günther, 1862).
- Salvelinus obtusus Regan, 1908.

Nordeuropa
Island og atlantiske øer:
- Salvelinus faroensis Joensen & Tåning, 1970.
- Salvelinus murta (Sæmundsson, 1909).
- Salvelinus thingvallensis (Sæmundsson, 1909).
- Salvelinus salvelinoinsularis (Lönnberg, 1900) – Bear Island rødding.

Fennoskandinavien og Nordvestrusland:
- Salvelinus lepechini (J. F. Gmelin, 1789).

### Asien
- Salvelinus andriashevi L. S. Berg, 1948 – Chukot char.
- Salvelinus boganidae L. S. Berg, 1926 – Boganida char.
- Salvelinus czerskii Dryagin, 1932 – Cherskii's char.
- Salvelinus drjagini Logashev, 1940 – Dryagin's char.
- Salvelinus elgyticus Viktorovsky & Glubokovsky, 1981 – small-mouth char.

- Salvelinus alpinus erythrinus (Georgi, 1775) – davatchan.
- Salvelinus jacuticus Borisov, 1935 – Yakutian char.
- Salvelinus taimyricus Mikhin, 1949.
- Salvelinus taranetzi Kaganowsky, 1955 – Taranets rødding.
- Salvelinus tolmachoffi L. S. Berg, 1926 – Lake Yessey rødding.

Stillehavets tilløb
- Salvelinus albus Glubokovksy, 1977 – white char.
- Salvelinus curilus (Pallas, 1814) (= S. malma krascheninnikova Taranetz, 1933 – southern Dolly Varden.
- Salvelinus gritzenkoi Vasil'eva & Stygar, 2000.

- Salvelinus krogiusae Glubokovksy, Frolov, Efremov, Ribnikova & Katugin, 1993.
- Salvelinus kronocius Viktorovsky, 1978.
- Salvelinus kuznetzovi Taranetz, 1933.
- Salvelinus leucomaenis (Pallas, 1814) – whitespotted char.
  - S. l. leucomaenis (Pallas, 1814).
  - S. l. imbrius D. S. Jordan & E. A. McGregor, 1925.
  - S. l. pluvius (Hilgendorf, 1876).
  - S. l. japonicus (= S. japonicus) Ōshima, 1961 – kirikuchi char.
- Salvelinus neiva Taranetz, 1933 – Neiva.
- Salvelinus schmidti Viktorovsky, 1978.
- Salvelinus vasiljevae Safronov & Zvezdov, 2005 – Sakhalinian char.

### Nordamerika
- †Salvelinus agassizii (Garman, 1885) – silver trout.
- Salvelinus confluentus (Suckley, 1859) – bull trout.
- Salvelinus fontinalis (Mitchill, 1814) – brook trout.
- Salvelinus malma (Walbaum, 1792) – Dolly Varden trout.
  - "Salvelinus anaktuvukensis" Morrow, 1973 – angayukaksurak char (= S. malma).
- Salvelinus namaycush (Walbaum, 1792) – søørred.

### Hybrider
- S. alpinus × S. fontinalis – Alsatian rødding.
- S. namaycush × S. fontinalis – splake, brookinaw.
- S. fontinalis × Salmo trutta – tigerørred.
- S. leucomaensis x O. masou – flodmakrel, Kawasaba